# Porodittia
Porodittia  es un género monotípico de planta perenne perteneciente a la familia Calceolariaceae. Su única especie: Porodittia triandra, es originaria de Perú.

## Taxonomía
Porodittia triandra fue descrita por (Cav.) G.Don y publicado en A General History of the Dichlamydeous Plants 4: 608. 1838.
Sinonimia
- Baea triandra (G. Don) Pers.
- Calceolaria triandra (Cav.) Vahl
- Jovellana triandra Cav.
- Trianthera triandra (Cav.) Wettst.[3]